# Die goldene Stadt
Die goldene Stadt ist ein deutscher Spielfilm in Agfacolor von Veit Harlan aus dem Jahr 1942.

## Handlung
Anna Jobst, Tochter eines in der Nähe von Budweis lebenden reichen Bauern, zu dessen Grund ein großes ungenutztes Moor gehört, träumt davon, einmal die goldene Stadt Prag zu sehen. Sie gleicht darin ihrer Mutter, welche, als Anna vier Jahre alt war, im Moor umkam. Ihr Vater sagt, „… sie hat im Dunklen den Weg verfehlt und ist in den Sumpf geraten“. Aber die Leute sagen: „… Weil sie weg wollte von Mann und Kind, hat sie der Wassermann geholt.“
Der Techniker Leidwein, der in Hinblick auf eine Trockenlegung des Moors Landvermessungen durchführt, bestärkt Annas Sehnsucht nach Prag. Bauer Jobst ist Witwer geblieben und hat seinem Großknecht Thomas die Heirat mit Anna und damit praktisch den Hof als Erbe versprochen. Darum will er eine mögliche Verbindung zwischen Anna und Leidwein verhindern. Außerdem ist er gegen die Kultivierung des Moores. Jetzt sorgt er dafür, dass Leidwein von seiner Firma kurzerhand abgezogen wird und ein anderer Projektleiter die Vermessung beendet.
Jobsts Wirtschafterin Maruschka plant, den Bauern zu einer Ehe mit ihr zu überreden und möchte Anna bei ihrem Vater in Misskredit bringen. Als Jobst und Thomas für eine Woche abwesend sind, bietet Maruschka Anna an, ihr Geld zu leihen, damit sie heimlich nach Prag reisen kann.
Anna widersteht der Verlockung nicht, reist nach Prag und besucht dort die Schwester ihrer Mutter. Deren unehelicher Sohn Toni, Annas Vetter, macht sich Hoffnungen, durch die Heirat mit Anna reicher Hof-Erbe zu werden. Er drängt Anna dazu, länger in Prag zu bleiben und verhindert schließlich eine Rückkehr.
Nach sieben Wochen erfährt Anna, mittlerweile schwanger von ihrem Vetter, dass sie nach der geplanten Hochzeit ihres Vaters mit der Wirtschafterin Maruschka nicht mehr Erbin des Hofes wird, sondern nur mehr den Pflichtteil erhalten soll. Vetter Toni interessiert sich daraufhin wieder für seine ehemalige Freundin Lilli, die ein Restaurant besitzt. Obwohl die Tante Annas Umstände kennt, bittet sie sie, ihrem Sohn nicht im Weg zu stehen.
Anna kehrt heim und trifft gerade während der Verlobungsfeier im Haus ihres Vaters ein. Jobst begrüßt die heimkehrende Tochter nicht, sondern tut, als ob er sie nicht bemerke. Sie fühlt sich ausgestoßen und verlässt die Festtafel. Die Gäste ahnen, dass Anna ins Moor gehen will wie damals ihre Mutter. Als Jobst aufbrechen will, um Anna zu retten, zwingt Maruschka ihn, sich zwischen ihr und seiner Tochter zu entscheiden. Jetzt entscheidet er sich für die Tochter und beteiligt sich an der Suche nach ihr.
Anna wird aber erst als Leiche gefunden. Jobst vermacht Thomas den Hof und weist ihn an, das Moor trockenlegen zu lassen.

## Bemerkungen zur Entstehung und Veröffentlichungen

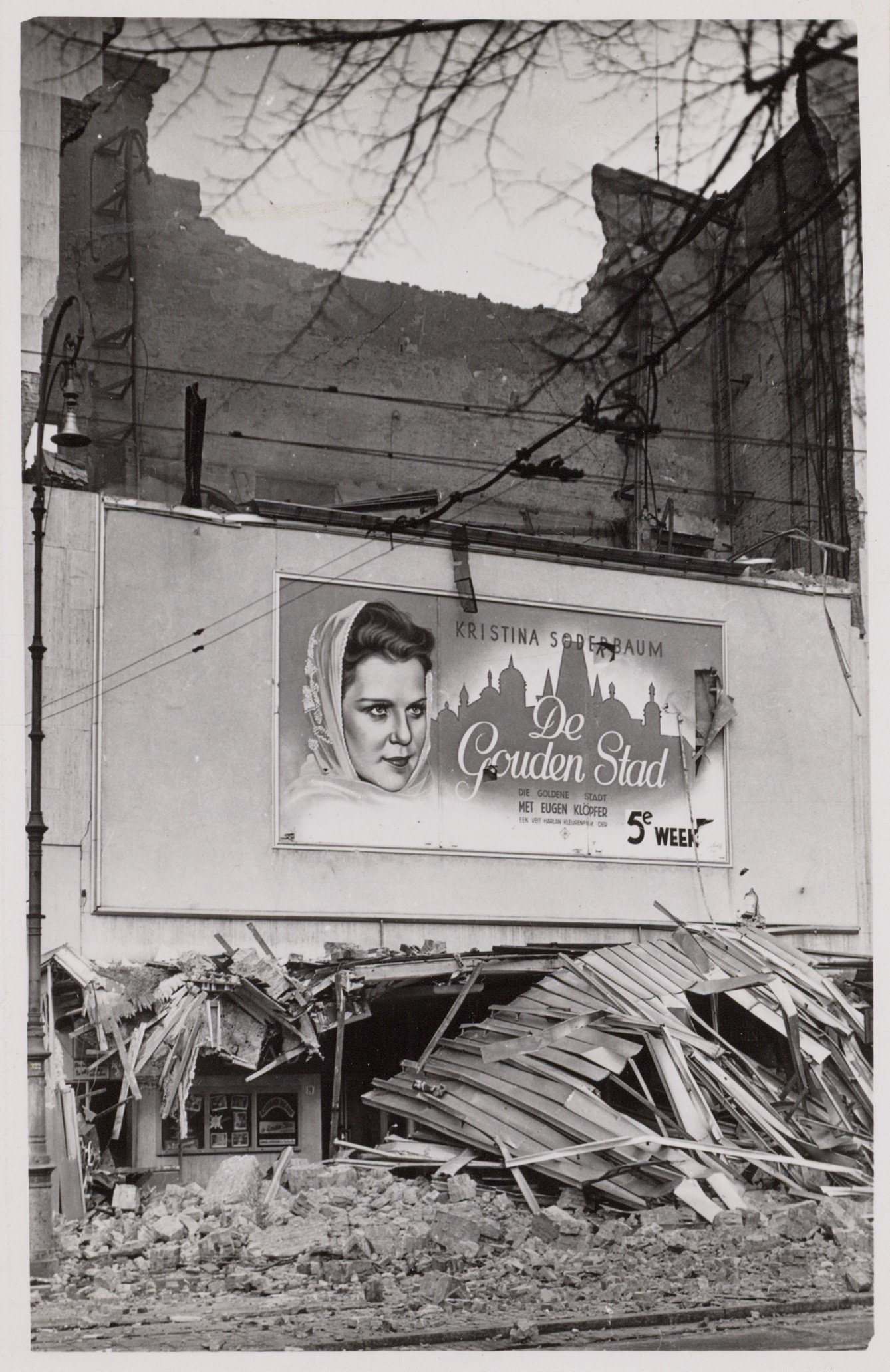
Werbung am Rembrandttheater (Amsterdam) (26. Januar 1943)

Nach Veit Harlan sollte der Film positiv enden, ein entsprechender Schluss war bereits abgedreht. Indes bestand Joseph Goebbels auf dem tragischen Ende. Nach Frauen sind doch bessere Diplomaten handelte es sich um den zweiten deutschen Spielfilm in Farbe. Er erhielt während der NS-Zeit einige Preise. Bis Ende 1944 sahen 31 Millionen Kinobesucher den Film, der damit einer der erfolgreichsten Filme der NS-Zeit war. Die deutsche Uraufführung fand am 24. November 1942 in Berlin statt. In der damaligen Ostmark lief der Film am 12. Dezember 1942 in Wien im Kino Scala. Die Filmfestspiele in Venedig zeichneten den Film 1942 mit dem internationalen Filmkammerpreis aus. Kristina Söderbaum erhielt die Coppa Volpi als beste weibliche Schauspielerin.
Der ursprünglich mit einer Vorführdauer von 110 Minuten verliehene Film wurde 1945 von den Alliierten verboten und erst 1954, gekürzt auf 104 Minuten, wieder herausgebracht. Der Vorspann dieser Fassung beginnt mit „Die goldene Stadt“ wurde 1942 im Kriege hergestellt und ist einer der ersten deutschen Farbfilme. Die Bild- und Tonnegative waren verlagert, sie wurden jetzt wieder aufgefunden.
Derzeit hält die Murnau-Stiftung die Rechte an dem Film und hat für die bisherigen DVD-Veröffentlichungen nur die gekürzte Fassung zur Verfügung gestellt.
Mittlerweile wurde Die goldene Stadt von der Murnau-Stiftung restauriert. Durch die Verwendung verschiedener Kopien (darunter Inlands- und Auslandsfassungen) wurde die ursprüngliche Fassung des 1942 erstmals aufgeführten Films laut Angabe der Murnau-Stiftung vollständig rekonstruiert, am 12. November 2022 wurde diese restaurierte Fassung beim cinefest in Hamburg erstmals aufgeführt. Das Filmmaterial über Veit Harlans ursprünglichen Schluss steht mittlerweile ebenfalls zur Verfügung, allerdings ohne zugehöriger Tonspur. Als Laufzeit der restaurierten Fassung auf Blu-ray ist bei filmportal.de 109 Minuten vermerkt. Der Erscheinungstermin des optischen Speichermediums war zunächst für den 31. März 2023 angekündigt, ist aber erst am 25. August 2023 realisiert worden.

## Kritiken
„Der Mythos von Blut und Boden bestimmt diesen Film; den kernigen Bauern werden die verderbten Städter gegenüber gestellt und der Tscheche Toni, der Ausländer, diskreditiert.“

„Harlan drehte nach dem Bühnenstück – Der Gigant – von Richard Billinger ein optisch hervorragendes Melodram, in dem trübe Mystik, Blut- und Boden-Ideologie und die Diskriminierung – slawischer Untermenschen – eine unselige Verbindung eingehen. Auch die nach 1945 in den bundesdeutschen Kinos angebotene gekürzte Fassung konnte die NS-Tendenz nicht verleugnen.“

„Dagegen verkauft Harlans Agfacolor-Film Die goldene Stadt (1942) ideologisch fragwürdiges Material unter der Oberfläche eines glatten Melodrams.“

## Zensur
Nach der bedingungslosen Kapitulation Deutschlands 1945 wurde der Film von den Alliierten aufgrund der rassistischen Aussagen verboten, jedoch bald wieder für die Aufführung freigegeben.